# Häusern (Badenia-Wirtembergia)
Häusern – miejscowość i gmina w Niemczech, w kraju związkowym Badenia-Wirtembergia, w rejencji Fryburg, w regionie Hochrhein-Bodensee, w powiecie Waldshut, wchodzi w skład związku gmin St. Blasien. Leży w Schwarzwaldzie, ok. 3 km na wschód od St. Blasien, przy drodze krajowej B500.

## Współpraca
Miejscowość partnerska:
- Kurort Hartha – dzielnica Tharandt, Saksonia